# Белорусско-иранские отношения
Белорусско-иранские отношения — двусторонние дипломатические отношения между Белоруссией и Ираном. Обе страны установили дипломатические отношения в 1992 году. Белоруссия имеет посольство в Тегеране, а Иран имеет посольство в Минске. Обе страны являются членами ШОС. Иран является членом БРИКС, в то время как Беларусь является страной-партнëром. Две страны поддерживают добрые отношения, проводят регулярные встречи на высоком уровне и подписывают различные соглашения. В 2008 году, министр иностранных дел Белоруссии Сергей Мартынов назвал Иран важным партнёром своей страны в регионе и в мире.

## Соглашения
В июле 2004 года, состоялась встреча совместной экономической комиссии Беларусь-Иран, где было подписано соглашение об укреплении взаимного экономического сотрудничества.
В апреле 2006 года две страны подписали ряд экономических и торговых соглашений.
В ноябре 2006 года, Президент Республики Беларусь Лукашенко, Александр Григорьевич посетил Тегеран, где были подписаны соглашения по расширению двустороннего сотрудничества.
21-22 мая 2007 года в Минске прошла встреча Президента Беларуси Александра Лукашенко и Президента Ирана Махмуда Ахмадинежада, были подписаны соглашения о сотрудничестве и совместное коммюнике. Президент Александр Лукашенко заявил, что Беларусь и Иран сняли все препятствия для двусторонней торговли. Президент Махмуд Ахмадинежад сказал, что "отныне белорусско-иранские отношения будут развиваться в целях обеспечения стабильности и безопасности в мире.".

## Торговые отношения
В 2008 году товарооборот Белоруссии и Ирана составил 93,8 миллионов долларов США, белорусский экспорт - 83,7 миллионов долларов США, импорт — 10,2 миллионов долларов США. Положительное сальдо внешней торговли составило 73.5 миллионов долларов США. Основной статьей белорусского экспорта являются калийные удобрения, синтетические волокна, синтетические волокна, шнуры, в то время как основными статьями импорта являются машины, виноград, запчасти для автомобилей и тракторов.
В 2008 году иранские инвестиции в Белоруссию составили 13,1 миллионов долларов США , включая 9,9 миллионов долларов США  в виде прямых инвестиций. В 2010 году Иран открыл второй этап линии сборки автомобилей Саманд в Белоруссии.
Белоруссия и Иран утверждают, что они могут поднять взаимный товарооборот до 1 миллиарда долларов США , заявил иранский министр торговли Масуд мир-Каземи, когда он встретился с Премьер-министром Белоруссии Сергеем Сидорским. В настоящее время между двумя странами объём сделки составляет 3.250 миллиардов долларов США[уточнить].
В 2017 году экспорт товаров в Иран составил 72,4 млн долларов, импорт из Ирана — 81,8 млн долларов.
Динамика внешней торговли в 2011—2019 годах (млн долларов):

## Военное сотрудничество
Сообщалось, что Белоруссия экспортировала танки, бронетранспортеры и тяжелую артиллерию в Иран. В январе 2007 года две страны подписали меморандум о взаимопонимании в области обороны. Военно-техническое сотрудничество обсуждалось в ходе встречи двух президентов в мае 2007 года. В 2009 году сообщалось, что Белоруссия продала тактические ракетные комплексы российского производства Искандер-М в Иран. 4 декабря 2011 иранскими военными был перехвачен американский беспилотник Lockheed Martin RQ-170 Sentinel. Предположительно, для нейтрализации дрона были использованы белорусские системы РЭБ.

## Энергетическое сотрудничество
В мае 2007 года, после встречи двух президентов, по соглашению Иран предоставит Белоруссии более широкий доступ к запасам нефти. То, что белорусский Президент Александр Лукашенко назвал "стратегическим партнерством". Иран по соглашению предоставит Белоруссии доступ к нефтяному месторождению, который находится вблизи иракской границы и может производить до 30 000 баррелей в день. Это первый энергетический проект Белоруссии за рубежом. Лукашенко заявил, что "Иран готов помочь Белоруссии диверсифицировать поставки энергоресурсов".
В мае 2009 года, заместитель Премьер-Министра Белоруссии Владимир Семашко встретился с вице-президентом Центрального банка Исламской Республики Иран. После этого заседания, Центральный банк Ирана объявил, что он выдаст кредит в 212 миллионов долларов США белорусской государственной фирме "Белоруснефть" для развития нефтяного месторождения в Иране.